# Rue Frans Pepermans
La rue Frans Pepermans (Frans Pepermansstraat en néerlandais), anciennement rue de Tirlemont, est une rue bruxelloise d'Evere qui commence rue Édouard Stuckens et qui se termine chaussée de Haecht.
La rue porte le nom d'un maraîcher everois, Frans Pepermans, surnommé Suske Kreikel, né en 1855 et mort en 1922. Il était aussi le président du « Bureau de bienfaisance » communal (l'ancêtre du Centre public d'action sociale) ainsi que trésorier et contrôleur de la plus ancienne association professionnelle d'agriculteurs en Belgique : le « Syndicat des maraîchers brabançons » créé le 9 décembre 1894.